# اسرا رونابار
اسرا رونابار (انگلیسی: Esra Ronabar؛ زادهٔ ۱۹ ژوئیهٔ ۱۹۷۸) بازیگر اهل ترکیه است. وی از سال ۱۹۹۷ میلادی تاکنون مشغول فعالیت بوده است.